# Pat Ryan

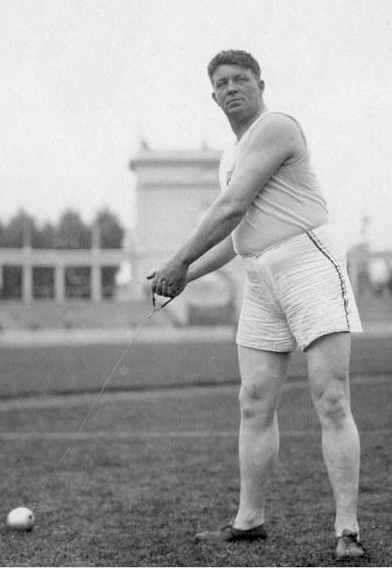
Pat Ryan, 1920

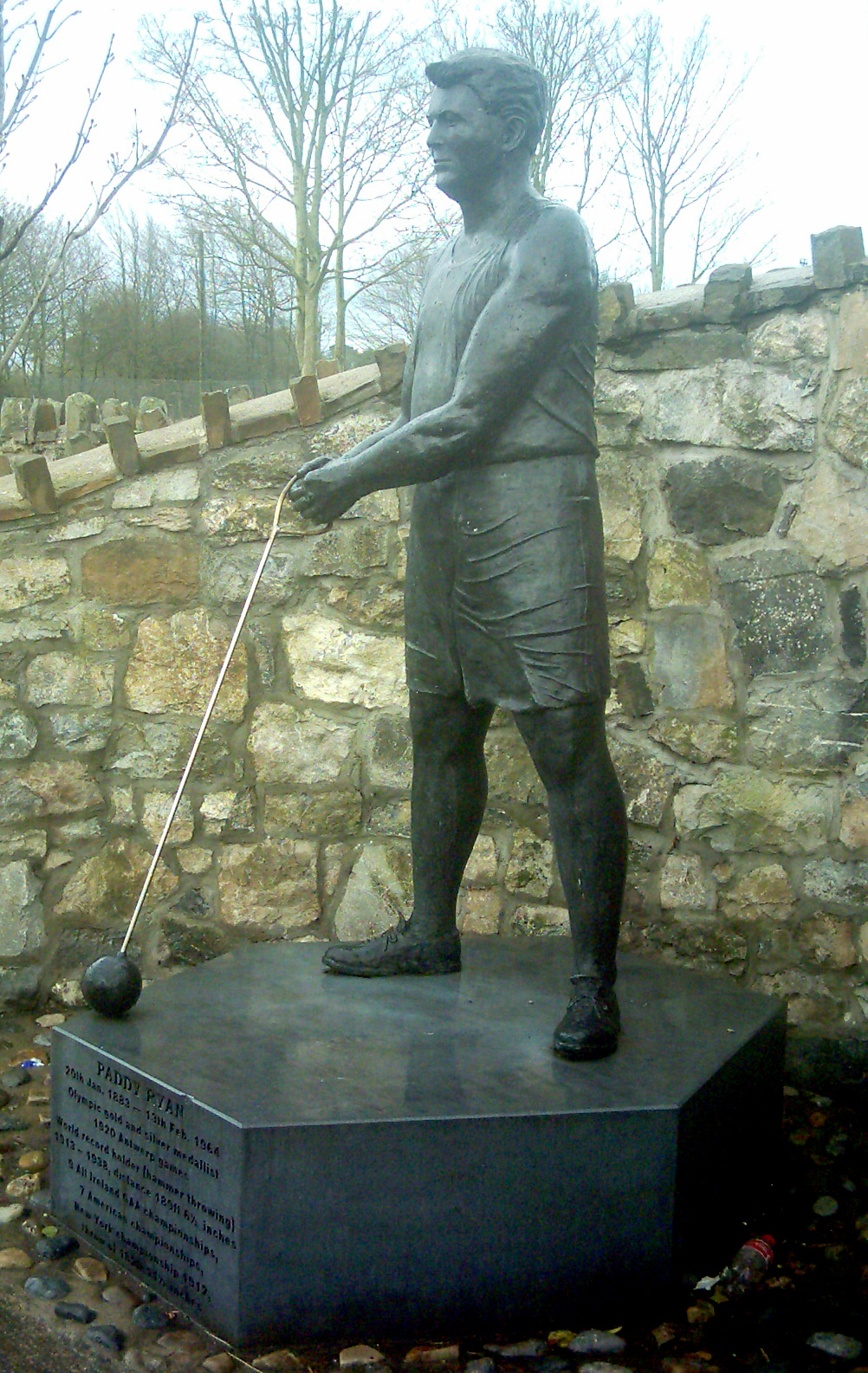
Statue von Patrick Ryan in Pallasgreen, County Limerick, Irland

Pat Ryan (Patrick James „Paddy“ Ryan; * 4. Januar 1883 in Limerick; † 13. Februar 1964 ebenda) war ein irischstämmiger US-amerikanischer Hammerwerfer. Er gewann bei den Olympischen Spielen in Antwerpen die Goldmedaille in seiner Disziplin.
Ryan emigrierte 1901 aus Irland in die USA, um bei der New Yorker Polizei zu arbeiten. Er gewann von 1913 bis 1921 acht US-amerikanische Meisterschaften im Hammerwurf, seine Siegesserie wurde nur 1918 durch seinen Kriegseinsatz im Ersten Weltkrieg in Frankreich unterbrochen. Bei den Olympischen Spielen 1920 in Antwerpen konnte er seinen größten Erfolg feiern, die Goldmedaille im Hammerwurf. Außerdem gewann er dort die Silbermedaille im Gewichtweitwurf (56 engl. Pfund).
Sein 1913 aufgestellter Weltrekord im Hammerwurf von 57,77 m konnte erst 1937 gebrochen werden. Seine Bestmarke war der erste offiziell verzeichnete Hammerwurf-Weltrekord.
Später ging Ryan zurück nach Limerick, um eine Farm zu betreiben.

## Erfolge
- 1920: Olympische Spiele Antwerpen: Platz 1 Hammerwurf (52,875 m)
- 1920: Olympische Spiele Antwerpen: Platz 2 Gewichtweitwurf (10,965 m)